# ماکسیم هاکوبیان
ماکسیم آنوشاوانی هاکوبیان (ارمنی: Մաքսիմ Անուշավանի Հակոբյան؛  زادهٔ ۸ اوت ۱۹۴۹ - درگذشته ۹ دسامبر ۲۰۱۸) اقتصاددان و متالورژیست اهل ارمنستان بود.

## زندگی‌نامه
وی در ۸ اوت ۱۹۴۹ در ورین هند به دنیا آمد و از دانشگاه پلی‌تکنیک ارمنستان فارغ‌التحصیل گشت. همچنین برندهٔ جوایزی همچون نشان آنانیا شیراکاتسی (۲۰۰۲)  شده است. وی در ۹ دسامبر ۲۰۱۸ در سن ۶۹ سالگی درگذشت.